# نیلز ملزر
نیلز ملزر (آلمانی: Nils Melzer؛ زادهٔ ۱۹۷۰) استاد دانشگاه و مؤلف اهل سوئیس است که در زمینه حقوق بین‌الملل تخصص دارد. وی مسئولیت نشست سوئیس از حقوق بین‌الملل بشردوستانه در آکادمی حقوق بین‌الملل بشردوستانه و حقوق بشر ژنو از ۲۰۱۱ تا ۲۰۱۳ را برعهده داشت. وی از گزارشگران ویژه سازمان ملل در مورد شکنجه و سایر رفتارها یا مجازات‌های ظالمانه، غیرانسانی یا تحقیرآمیز از ۲۰۱۶ تا ۲۰۲۲ بود. ملزر استاد حقوق بین‌الملل در دانشگاه گلاسگو است.